# Israel Chemicals
Pour les articles homonymes, voir Israël (homonymie).
Israel Chemicals (ICL) est une entreprise israélienne de la biochimie, fondée en 1968 et basée à Tel-Aviv. Sa filiale Dead Sea Works extrait de la potasse à Sdom, faisant de l'entreprise l'un des principaux exportateurs de potasse mondiaux.

## Historique
En octobre 2014, Kurita Water acquiert APW, l'activité de traitement de l'eau de Israel Chemicals pour 250 millions d'euros.
En décembre 2017, Israel Chemicals annonce la vente de ses activités d'addictifs d'hydrocarbures et ses activités dans les produits de protections contre les incendies, pour 1 milliard de dollars, à SK Capital.